# Erik von Kuehnelt-Leddihn
Erik Maria Ritter von Kuehnelt-Leddihn (Tobelbad (Stiermarken), 31 juli 1909 – Lans in Tirol (Tirol), 26 mei 1999) was een Oostenrijkse katholieke aristocratische filosoof en intellectueel die zichzelf beschreef als een 'extreem-conservatieve oerliberaal'. Kuehnelt-Leddihn is de vader van de stelling dat de meerderheidsbesluitvorming in democratieën een bedreiging is voor individuele vrijheden (libertates). Hij was verder een zelfverklaard monarchist en een vijand van alle vorm van totalitarisme. Hij bestreed in geschrift en woord het nationaalsocialisme, het fascisme, het racisme, het communisme, progressief-liberalisme en tevens elke variant van ongebreideld nationalisme. Kuehnelt-Leddihn werd door vriend en vijand omschreven als een wandelende encyclopedie; hij was een bereisd persoon, een polyglot, sprak acht vreemde talen naast het Duits vloeiend en kon zeventien talen lezen. Zijn vroege publicaties als Menace of the Herd (Gevaar der Massa) en Liberty or Equality (Vrijheid of Gelijkheid) waren invloedrijk in de conservatieve beweging in de Verenigde Staten. Hij was 35 jaar columnist voor de National Review. Door sommigen wordt hij een paleo-conservatief genoemd, anderen wijzen erop dat Kuehnelt-Leddihn zich niet in één groep denkers laat plaatsen en dat de beschrijving extreem-conservatieve oerliberaal doeltreffend is. Hij was een man van de wereld, maar niet verwereldlijkt, Kuehnelt-Leddihn bleef gedurende zijn leven een vroom katholieke christen. Marxistische geëngageerde historici en critici maakten Kuehnelt-Leddihn dan ook voor reactionair uit.

## Levensloop
Kuehnelt-Leddihn werd geboren in Oostenrijk-Hongarije. Hij maakte de ineenstorting van het multi-etnische keizerrijk op negenjarige leeftijd mee. Op de jonge leeftijd van 16 jaar werd de hoogbegaafde en goed geschoolde Erik officieel correspondent in Wenen voor The Spectator. Vanaf die tijd zou hij zijn gehele leven als schrijver actief blijven. Kuehnelt studeerde aan de Universiteit van Wenen burgerlijk en kerkelijk recht na zijn 18e verjaardag. Na afronding van zijn rechtenstudie vertrok Kuehnelt naar de Universiteit van Boedapest, waar hij als econoom afstudeerde en promoveerde op politicologie. Na terugkeer naar Wenen, begon hij een studie katholieke theologie. In 1935 reisde Kuehnelt-Leddihn naar Engeland om docent te worden aan het Beaumont College, een prestigieuze kostschool van de Jezuïeten. Daarna verhuisde hij naar de Verenigde Staten, waar hij aan de Georgetown University doceerde (1937-1938), aan Saint Peter's College in New Jersey (1938-1943), aan Fordham University (docent Japanse taalkunde, 1942-1943) en aan Chestnut Hill College in Philadelphia (1943-1947).
Nadat hij zijn boek Jesuiten, Spießer und Bolschewiken (Jezuïten, filistijnen en bolsjewieken) in 1933 (bij Pustet in Salzburg) gepubliceerd had, waarop in 1943 The Menace of the Herd zou volgen, kon hij niet terugkeren naar het Duitse Rijk en Oostenrijk. Hij had de marxisten in Oostenrijk stevig bekritiseerd en veroordeeld, maar vooral de nationaalsocialisten als barbaren en extremisten afgeschilderd. Het boek werd aanvankelijk door het sterk anti-nazistische en anticommunischeVaterländische Front van Engelbert Dollfuß, welwillend ontvangen, maar werd later ongewenst verklaard, aangezien ook het fascisme en populisme van de toenmalige Oostenrijkse bondgenoot Benito Mussolini verworpen werd.
Na het einde van de Tweede Wereldoorlog in Europa kon Von Kuehnelt-Leddihn naar de westelijke bezettingszone van Oostenrijk terugkeren. Hij vestigde zich in Lans in Tirol waar hij tot zijn dood zou blijven wonen. Kuehnelt bleef een vermaard reiziger: hij had de moeilijk toegankelijkeSovjet-Unie in 1930 en 1931 bezocht en bestudeerd en er de gruwelen van de NKVD en het plansysteem met eigen ogen aanschouwd. Ook bezocht hij elke staat van de VS. Reeds voor het begin van de Tweede Wereldoorlog zag Kuehnelt in, dat deze beide machten eens de wereld zouden overheersen.
Kuehnelt-Leddihn schreef voor een heel spectrum aan tijdschriften en kranten, waaronder Chronicles en The Catholic World. Hij werkte in zijn latere jaren ook met het Acton Institute samen. Het A.I. noemde hem na zijn dood een grote vriend en toeverlaat.

## Activiteiten
Zijn sociologische en politicologische werken gaan voornamelijk over de oorsprong en de filosofische en culturele stromingen die het nationaalsocialisme voortgebracht hadden. Voorts wilde hij de samenhang van monarchistische concepten verklaren, en behandelde hij Europese opstandsbewegingen zoals het protestantisme en de beweging rond Jan Hus. Hij klaagde ook het antimonarchistische vooroordeel aan dat volgens hem de buitenlandpolitiek van de VS bepaalde en tot rampen had geleid in Centraal-Europese landen na de Eerste Wereldoorlog.
Hij richtte een deel van zijn kritiek tegen Woodrow Wilsons buitenlandbeleid en de volgelingen van Wilson, waartoe hij ook Franklin Delano Roosevelt rekende. Ook achtte hij de Amerikaanse opvatting onjuist dat voor alle landen van de wereld, ongeacht cultuur en lokale situatie, de liberale democratie het beste systeem was. Kuehnelt-Leddihn was ervan overtuigd dat Amerikanen veel kenmerken van Midden- en Oost-Europese, Aziatische en Afrikaanse landen niet begrepen. Vooral het met Amerikaanse steun opheffen en verdelen van het Oostenrijks-Hongaarse keizerrijk, beschouwde Kuehnelt-Leddihn als een van de grootste oorzaken van de latere opkomst van het nationaalsocialisme, het revanchisme en de Tweede Wereldoorlog.
Kuehnelt-Leddihn behandelde in zijn wetenschappelijke traktaten en opiniewerken vele eigenaardigheden en kenmerken van de Duitse maatschappij en de Duitstalige cultuurlanden. Hij besteedde met name aandacht aan het verschil tussen katholieke en protestants-lutherse delen, maar bewees ook de overeenkomsten over de kloof der confessies heen. Hij legde ook de maatschappelijke opvattingen bloot die het nationaalsocialisme later zouden doen wortelen.
In tegenstelling tot de later en tot op heden overheersende mening van vele historici, beschouwde Kuehnelt-Leddihn het nationaalsocialisme (nazisme) als een linkse en zelfs democratische beweging die zijn wortels had in de Franse Revolutie van 1789-1796 die egalitarisme, conformisme, materialisme en centralisering tot doel had. In die zin beschouwde Kuehnelt het nazisme, fascisme, radicaal-liberalisme en marxisme als wezenlijk democratische bewegingen, gebaseerd op het mobiliseren van de volksmassa's voor de revolutie. Deze ideologieën waren er volgens Kuehnelt alle op uit om de oude, organische vormen van de samenleving te vernietigen. Hij beweerde, in navolging van Aristoteles, dat elke democratie gedoemd is om tot een autocratie of dictatuur te vervallen van een bepaalde elite of persoon. Hij ging zelfs zo ver dat de democratie in wezen totalitair is. De vernietiging van de oude samenlevingsstructuren die hij in de genoemde ideologieën zag, zag hij in de laatste decennia van de 20e eeuw verwezenlijkt in binnenkerkelijke revoluties, de maatschappelijke invoering van abortus provocatus en de de facto uitholling van het huwelijk en het gezin.
In zijn magnum opus Liberty or Equality stelt Kuehnelt-Leddihn de monarchie tegenover democratie en geeft hij zijn argumenten voor de superioriteit van een deels monarchisch systeem:
- diversiteit wordt beter behoed in monarchiale staten dan in democratische
- monarchie is niet gebaseerd op de regering van één enkele partij
- de monarchie 'past naadloos in de kerkelijke en familiaire patronen van de christelijke maatschappij'.
Ook zou het gemakkelijker zijn een enkele gekke vorst af te zetten dan een hele partijkaste. Verder zou een vorst gehouden zijn aan zijn voorgangers en op persoonlijk geweten verplicht zijn het algemeen belang en niet het partijbelang te dienen. Verder zou het voorkomender zijn dat een enkele monarch goed is dan de hele partij of een meerderheid in een democratische politieke partij. Partijpolitiek werkt immers volgens het principe van sociaal darwinisme. De sterkste is echter niet altijd de beste voor de belangen van de gehele samenleving of het gehele volk. Daaruit concludeert Kuehnelt-Leddihn dat de monarchie in feite liberaler is en vooral meer garanties biedt met betrekking tot individuele vrijheden. Vooral voor gezin, godsdienst, opleidingskeuze, stadsgemeenschap en het recht op leven. Ook diversiteit zou minder gemakkelijk aan partijpolitiek ten prooi vallen. Bovendien is het omverwerpen en beïnvloeden van de maatschappelijke zeden en normen door lobbygroepen binnen de politieke elite niet mogelijk. De monarchie is daarom niet gemakkelijk manipuleerbaar, omdat de vorst de macht reeds bezit en niet constant opnieuw hoeft te verwerven door bijvoorbeeld populisme en lobbyisme.
Omdat het moderne leven steeds gecompliceerder wordt en zich afspeelt op verschillende en talrijke sociopolitieke terreinen en niveaus, leert Kuehnelt-Leddihn dat de Scita - de politieke, economische, technologische, wetenschappelijke, militaire, geografische en psychologische kennis van de massa's en hun volksvertegenwoordigers - en de Scienda - de minimale kennis op deze vlakken die nodig is om logisch-rationele-morele beleidsconclusies te maken - gescheiden worden door een onophoudelijk en onmetelijk groeiend gat en dat democratische regeringen inherent onvaardig en incapabel zijn om deze taken en vormen van kennis wijs aan te wenden en te vervullen.
Tegenover het kapitalisme toont Kuehnelt-Leddihn zich soms fel, soms ook instemmend, met name op het gebied van innovatie door wereldconcerns. De vrije markt en met name het recht op privébezit ziet hij als grote goederen, maar tegelijkertijd wenst hij verregaande sociale solidariteit en gemeenschapsdenken, vooral jegens de zwakkeren. In sommige kenmerken komt de invloed van het corporatisme naar voren. De sociaaldemocratische welvaartsstaat bekritiseert hij echter als gevoelig voor misbruik en profitariaat. De plicht tot arbeid voor gezonde mensen staat voorop, terwijl hij wel wenst dat de overheid geld besteedt aan goed onderwijs.

## Citaten
- "Right is right and Left is wrong." ("Rechts heeft gelijk en links is fout")
- "Man is rather stupid than wicked." (De mens is eerder achterlijk dan kwaadaardig.) Liberty or Equality, pagina 189
- "The three fundamentally leftist revolutions, those that spawned France's democracy, Russian's international socialism, and Germany's national socialism, formed and fashioned the history of the last two hundred years and established the 'Centuries of the G' — guillotines, gaols, gallows, gas chambers, and gulags." Leftism Revisited, pg xvii
- "We share with the beasts a craving for sameness and a gregariousness which makes us desire the company of people of our own age, sex, race, creed, political conviction, class and taste. But it is exclusively human to have a thirst for diversity, i.e., to be happy in the company of those who are different from us in every respect, as well as to travel, to enjoy other foods, hear other tunes, see other plants, beasts, and landscapes. The delight in the variations of creation distinguishes man from beast as much as religion or reason." (In: The Principles of The Portland Declaration)
- "America is built on a voluntaristic basis. To be an American is frequently not an accident but a matter of choice and free decision. It means conscious assimilation and amalgamation. The word Americanism is not without real significance." Liberty or Equality, p. 99
- "It is the low drive for sameness and the hatred of otherness that characterizes all forms of leftism, which inevitably are totalitarian because, defying the divine diversity of the universe, these ideologies want to convert us by force to sameness—sameness being the brother of equality. The leftist vision enjoins uniformity: the nation with one leader, one party, one race, one language, one class, one type of school, one law, one custom, one level of income, and so forth. Since nature provides diversity, this deadening sameness can be achieved only by brute force, by leveling, enforced assimilation, exile, genocide. All forms of totalitarianism, all leftist ideologies, reaching their culmination in the French, Russian, and German Revolutions, have gone that way—with the aid of guillotine, gallows, gas chambers, and Gulag."
("Het is de basale drift naar gelijkschakeling en de haat van het anders-zijn dat alle vormen van linkse politiek kenmerkt, van linkse politiek die onvermijdelijk totalitair is, omdat deze ideologieën, ongehoorzaam aan de goddelijke verscheidenheid van het heelal, ons onder dwang willen bekeren tot gelijkaardigheid - gelijkaardigheid welke de broeder van gelijkheid is. De linkse visie vereist uniformiteit: een natie met één leider, één partij, één ras, één taal, één klasse, één stand, één opleidingssysteem, één wetssysteem, één gebruik, één inkomensniveau enzovoorts. Daar de natuur verscheidenheid voortbrengt, kan deze dodelijke gelijkaardigheid alleen bereikt worden met bruut geweld, door te nivelleren, onder dwang te assimileren, onder dwang te verdrijven, onder dwang volkeren uit te roeien. Alle vormen van totalitarisme, dat is alle linkse ideologieën, welke hun hoogtepunt in de Franse, de Russische en de Duitse Revoluties bereikten, hebben zich in die richting bewogen - met behulp van de guillotine, de galg, de gaskamers en de GULAG-kampen.) In: The Principles of The Portland Declaration.

## Werken

### Publicaties
- Gates of Hell
- Night Over the East
- Moscow 1979
- Black Banners

### Wetenschappelijke werken
- The Menace of the Herd (pseudoniem: "Francis S. Campell"), The Bruce Publishing Co., Milwaukee, 1943.
- Liberty or Equality, Christendom Press, Front Royal, Virginia, 1952, 1993.
- The Timeless Christian
- The Intelligent American's Guide to Europe
- Leftism, From de Sade and Marx to Hitler and Marcuse, Arlington House, Publishers, New Rochelle, NY, 1974.
- Leftism Revisited, From de Sade and Marx to Hitler and Pol Pot, Regenery Gateway, Washington, D.C., Verenigde Staten, 1990.
- Rechts, wo das Herz schlägt. Graz: Verlag Styria, 1980.
- The timeless Christian Chicago: Franciscan Herald Press, 1969.
- Von Sarajevo bis Sarajevo Wien: Verlag Karolinger, 1996.